# Campionato somalo di calcio
Il campionato somalo di calcio è articolato su tre livelli: il massimo livello nazionale, la Somali Premier League, a cui prendono parte 8 squadre, la seconda divisione, detta Heerka Koowaad, cui prendono parte 10 squadre, e il heerka Labaad, cui partecipano altre 7 squadre.

## Struttura campionato
| Livello | Divisioni                       |
| ------- | ------------------------------- |
| 1       | Somali Premier League 8 squadre |
| 2       | Heerka Koowaad 10 squadre       |
| 3       | Heerka Labaad 7 squadre         |